# Eu(fod)3
L'Eu(fod)3, ou EuFOD, est un composé chimique de formule Eu(OCC(CH3)3CHCOC3F7)3.
Il est essentiellement utilisé comme agent de déplacement chimique en spectroscopie RMN. Ce complexe consiste en effet en trois ligands bidentates de type acétylacétone liés par coordination à un centre europium dont le nombre d'oxydation est égal à 3. Cet atome métallique a une configuration électronique f 6, ces six électrons étant chacun sur une orbitale atomique distincte, de sorte que la molécule est fortement paramagnétique, propriété mise à profit pour induire un déplacement chimique en spectroscopie RMN.
L'Eu(fod)3 est par ailleurs un acide de Lewis, susceptible de porter sa coordinence de 6 à 8, ce qui le fait également utiliser comme catalyseur en synthèse organique dans des réactions d'aldolisation et de Diels-Alder stéréosélectives. Il catalyse par exemple les cyclocondensations de diènes substitués avec des aldéhydes aliphatiques et aromatiques pour donner des dihydropyranes, avec une forte sélectivité pour l'isomère endo.